# Mehis Udam
Mehis Udam (* 9. Februar 2004 in Tartu) ist ein estnischer Biathlet, der seit 2024 im Weltcup startet.

## Sportliche Laufbahn
Mehis Udam gab sein internationales Debüt Ende Februar 2021 bei den Jugendweltmeisterschaften in Obertilliach und belegte auf Anhieb die Ränge sechs im Einzel und acht mit der Staffel. Im darauffolgenden Winter lief er im Junior-Cup und nahm erneut an den Jugendweltmeisterschaften teil, bei welcher er im Einzel erneut die Top 10 erreichte und an der Seite von Jakob Kulbin und Mark-Markos Kehva als Viertplatzierter der Staffel eine Medaille nur knapp verpasste. Im Winter 2022/23 bestritt der Este daraufhin keine internationalen Wettkämpfe. Sein Debüt im IBU-Cup gab Udam im Dezember 2023 und erreichte in Sjusjøen zwei Ergebnisse unter den besten 50. Daher durfte er im folgenden Januar in Oberhof und Ruhpolding erstmals Rennen im Weltcup bestreiten und belegte Rang 77 im Sprint von Ruhpolding sowie Rang 12 mit Rene Zahkna, Kristo Siimer und Raido Ränkel im Staffelbewerb von Oberhof. Zu Beginn der Saison 2024/25 lief der Este im IBU-Cup und erzielte als 30. des Sprints in Idre erste Ranglistenpunkte, in Geilo konnte er sich als 23. noch weiter vorn platzieren. In Hochfilzen war er daraufhin wieder Teil des Weltcupteams und erreichte gemeinsam mit Rene Zahkna, Jakob Kulbin und Mark-Markos Kehva Rang zehn und damit das beste Herrenstaffelergebnis Estlands im Weltcup seit Januar 2016. Auch in Ruhpolding erreichten die estnischen Männer die Top 10 im Staffelrennen, im Februar 2025 nahm Udam erstmals an den Weltmeisterschaften teil und wurde mit der Staffel Elfter.

## Persönliches
Udams jüngerer Bruder Maanus ist ebenfalls als Biathlet aktiv.

## Statistiken

### Weltcupplatzierungen
Die Tabelle zeigt alle Platzierungen (je nach Austragungsjahr einschließlich Olympische Spiele und Weltmeisterschaften).
- 1.–3. Platz: Anzahl der Podiumsplatzierungen
- Top 10: Anzahl der Platzierungen unter den ersten zehn (einschließlich Podium)
- Punkteränge: Anzahl der Platzierungen innerhalb der Punkteränge (einschließlich Podium und Top 10)
- Starts: Anzahl gelaufener Rennen in der jeweiligen Disziplin
- Staffel: inklusive Mixed- und Single-Mixed-Staffeln

| Platzierung               | Einzel | Sprint | Verfolgung | Massenstart | Staffel | Gesamt |
| ------------------------- | ------ | ------ | ---------- | ----------- | ------- | ------ |
| 1. Platz                  |        |        |            |             |         |        |
| 2. Platz                  |        |        |            |             |         |        |
| 3. Platz                  |        |        |            |             |         |        |
| Top 10                    |        |        |            |             | 2       | 2      |
| Punkteränge               |        |        |            |             | 4       | 4      |
| Starts                    | 1      | 5      |            |             | 4       | 10     |
| Stand: Saisonende 2024/25 |        |        |            |             |         |        |

### Weltmeisterschaften
Ergebnisse bei den Weltmeisterschaften:
| Weltmeisterschaften | Weltmeisterschaften | Einzelwettbewerbe | Einzelwettbewerbe | Einzelwettbewerbe | Einzelwettbewerbe | Staffelwettbewerbe | Staffelwettbewerbe | Staffelwettbewerbe |
| Jahr                | Ort                 | Einzel            | Sprint            | Verfolgung        | Massenstart       | Herrenstaffel      | Mixedstaffel       | S.-M.-Staffel      |
| ------------------- | ------------------- | ----------------- | ----------------- | ----------------- | ----------------- | ------------------ | ------------------ | ------------------ |
| 2025                | Lenzerheide         | –                 | –                 | –                 | –                 | 11.                | –                  | –                  |

### Jugendweltmeisterschaften
Udam nahm bis 2022 an den Jugend- und 2024 an den Juniorenwettkämpfen teil.
| Weltmeisterschaften | Weltmeisterschaften | Einzelwettbewerbe | Einzelwettbewerbe | Einzelwettbewerbe | Einzelwettbewerbe | Staffelwettbewerbe | Staffelwettbewerbe |
| Jahr                | Ort                 | Einzel            | Sprint            | Verfolgung        | Massenstart 60    | Herrenstaffel      | Mixedstaffel       |
| ------------------- | ------------------- | ----------------- | ----------------- | ----------------- | ----------------- | ------------------ | ------------------ |
| 2021                | Obertilliach        | 6.                | –                 | –                 | nicht ausgetragen | 8.                 | nicht ausgetragen  |
| 2022                | Soldier Hollow      | 8.                | 13.               | 25.               | nicht ausgetragen | 4.                 | nicht ausgetragen  |
| 2024                | Otepää              | 24.               | 74.               | nicht ausgetragen | 35.               | 14.                | 17.                |
| 2025                | Östersund           | 29.               | 21.               | nicht ausgetragen | 11.               | 11.                | 17.                |